# Mémorial du bois de Gentelles
Le mémorial du Bois de Gentelles est un monument commémoratif de la Seconde Guerre mondiale situé sur le territoire de la commune de Boves, dans le département de la Somme, à quelques kilomètres à l'est d'Amiens, sur la route départementale D934.

## Historique
Le 8 septembre 1944, peu après la Libération d'Amiens et de sa région, les FFI de Boves découvrirent, à la lisière du bois de Gentelles, les cadavres de 26 Résistants fusillés par les Allemands, déposés dans deux fosses, anciennes cagnas de la Première Guerre mondiale.
Huit résistants avaient été amenés par les Allemands de leur cellule de la citadelle d'Amiens aux abords du bois de Gentelles, dans la nuit du 8 au 9 mai 1944, et exécutés sur place. Leurs corps avaient été jetés dans l'une des fosses. Quant au 18 autres victimes dont une femme, elles avaient été tuées à coups de mitraillette et achevées à coup de crosse de fusil dans la nuit du 28 au 29 août 1944, après avoir été, pour la plupart d'entre elles, torturées.
Au moment de leur découverte, deux victimes furent identifiées sur place, l'identification des autres corps s'échelonna jusqu'en août 1945. Trois victimes ne purent être identifiées, l'une d'elles pouvant être Edmond Brailly, fusillé à la citadelle d'Amiens, le 31 juillet 1944.
Depuis lors, le charnier a été laissé en l'état.
Le mémorial a été construit à l'initiative de l'Union des Anciens de la Résistance de Corbie et environs en 1947. Le monument est situé sur les lieux mêmes de la macabre découverte, sur un terrain appartenant à Mme Denancy depuis décédée et aujourd'hui à M. Hervé Dufeu, (le monument est ainsi érigé irrégulièrement sur une propriété), en bordure de la route de Roye à Amiens.
Chaque année, à une date proche de celle de la Libération d'Amiens (31 août), une cérémonie se déroule devant le mémorial du bois de Gentelles.

## Caractéristiques
Le mémorial honore la mémoire de 26 Résistants (dont 3 non identifiés), assassinés par les Allemands en mai et août 1944.
Le monument a la forme d'un autel construit sur un entablement de trois marches. L'autel est surmonté d'une croix de Lorraine dont le bras inférieur repose de chaque côté sur une colonne quadrangulaire sur lesquelles sont gravés les noms des victimes.
Au bas de l'autel est gravée cette dédicace : « Aux 27 martyrs de la Résistance fusillés par les Allemands Mai Août 1944 ».
Devant l'autel a été placée une plaque commémorative sur laquelle est gravée cette inscription, « Aux Picards martyrs de la Résistance 1940 - 1945 ».
Les deux fosses où furent déposés les cadavres sont toujours visibles derrière le mémorial.

## Liste des victimes
La liste des noms gravés sur le mémorial est incomplète. La liste ci-dessous se réfère aux ouvrages cités en références.
Retrouvés dans la Fosse n° 1, huit exécutés dans la nuit du 8 au 9 mai 1944:
- BIZET Camille[Note 1]
- CAMIN Maurice[Note 2]
- CARPENTIER André[Note 3]
- DUPUICH Charles[Note 4]
- FOURRAGE Jean[Note 5]
- PAYEMENT Marcel[Note 6]
- WAQUEZ Morand[Note 5]
- WAQUEZ Raymond[Note 5]

Retrouvés dans la Fosse n° 2, dix-huit exécutés dans la nuit du 28 au 29 août 1944 :
- COURCELLE Paul[Note 7]
- DELAMOTTE Marcel[Note 8]
- DUBOIS Arthur[Note 9]
- DUFLOS Marguerite[Note 10]
- EMILE Henri[Note 11]
- MARECHAL Robert[Note 12]
- NOIRET Jacques[Note 13]
- NOIRET Jean[Note 13]
- PASTOL René[Note 14]
- ROGER Alfred[Note 15]
- SAJOT Emile
- SEGARD Julien
- VANWEYDEVELDT Robert[Note 13]
- VINCENT Adolphe[Note 13]
- VYNCKE Marcel[Note 13]
- Non identifié
- Non identifié
- Non identifié

Deux Martyrs de Gentelles, les amis EMILE Henri et SEGARD Julien
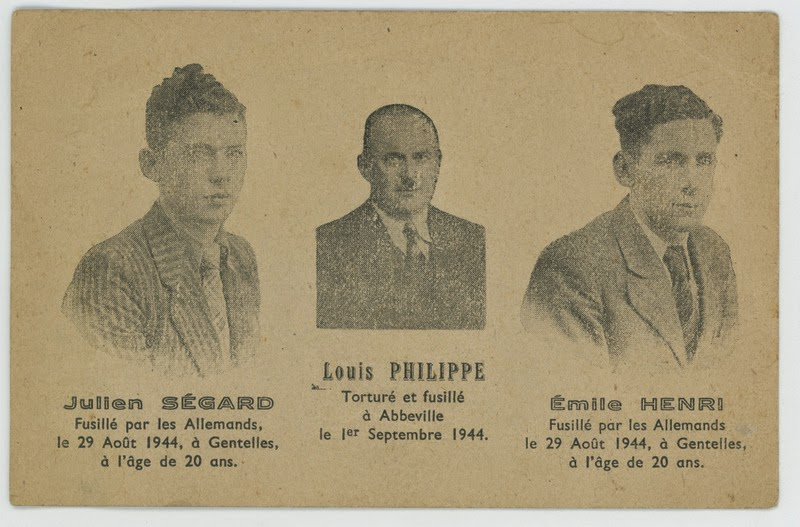
(Cités SEGARD Alfred et EMILE Charles sur le monument, correction des noms et prénoms de source familiale)

## Pour approfondir